# Касутін Іван Дмитрович
Іван Дмитрович Касутін (рос. Иван Дмитриевич Касутин; 17 жовтня 1986, м. Вологда, СРСР) — російський хокеїст, воротар. Виступає за «Витязь» (Чехов) у Континентальній хокейній лізі.
Вихованець хокейної школи «Локомотив» (Ярославль). Виступав за «Локомотив-2» (Ярославль), «Дизель» (Пенза), ЦСКА (Москва), «Нафтохімік» (Нижньокамськ), «Нафтовик» (Леніногорськ), «Спартак» (Москва), «Ак Барс» (Казань).
У складі юніорської збірної Росії учасник чемпіонату світу 2004.
Досягнення
- Переможець юніорського чемпіонату світу (2004).